# Прапор Прилуцького району
Пра́пор Прилу́цького райо́ну — прямокутне синьо-зелене полотнище зі співвідношенням сторін 2:3, посередині якого проходить біла горизонтальна смуга (шириною 1/5 ширини прапора), а у верхньому від древка білому квадратному крижі (сторона якого 3/5 ширини прапора) зображений сучасний герб Прилуцького району.
Горішня зелена смуга полотнища означає щедру прилуцьку землю, а також вбирає в себе частину прапора Чернігівської області. Нижня синя смуга означає лісостеп — у цій зоні розташований Прилуцький район, уособлює воду, життя, небо, безмежний простір та втілює вірність і чесність. Біла смуга символізує річку Удай.